# Jean Puyaubert
Né le 22 juillet 1903 à Tulle, Jean Puyaubert est un radiologiste des Hôpitaux de Paris et grand collectionneur de peinture, notamment des œuvres d'André Masson. Il est mort le 9 novembre 1991 à Paris 15e.

## Biographie
Venu à Paris en 1920 pour y faire ses études, grand lecteur, curieux, il a été un ami des surréalistes et surtout des membres du « Grand Jeu ». Il a été un  intime de Roger Vitrac, de Roger Gilbert-Lecomte et de Raymond Queneau. Il a été aussi proche d'Antonin Artaud qu'il a aidé financièrement.
Une correspondance échangée entre lui et Roger Vitrac a été publiée (édition Rougerie).
Jean Puyaubert a également été ami avec Renaud Camus qui l'évoque fréquemment dans les nombreux tomes de son journal. Camus fait notamment part du refus de Puyaubert quant aux "formules" (en particulier dans les restaurants).